# Perle sportive de Béni Khalled
Le Perle sportive de Béni Khalled est un club de basket-ball tunisien basé à Béni Khalled.